# Dedê
Leonardo de Deus Santos, mais conhecido como Dedê, (Belo Horizonte, 18 de abril de 1978), é um ex-futebolista brasileiro que atuava como lateral-esquerdo. Atualmente é auxiliar técnico do Eskişehirspor.

## Carreira
Foi revelado nas categorias de base do Atlético MG, onde começou aos 15 anos. Recebeu as primeiras oportunidades no profissional em 1996, quando, aos 17 anos, teve a responsabilidade de substituir, provisoriamente, o titular e ídolo do clube, Paulo Roberto Prestes.
Dedê conquistou a titularidade no ano seguinte, em 1997, após a saída de Prestes para o Internacional. Em pouco mais de duas temporadas no elenco profissional do Galo, conquistou os títulos da Copa Conmebol e Copa Centenário de BH, ambos no ano de 1997. Ganhou a Bola de Prata por suas atuações no Campeonato Brasileiro de 1997.
Em 1998, foi contratado pelo Borussia Dortmund. Foi eleito o melhor jogador do time em suas duas primeiras temporadas pelo time.
Em 2002, Dedê conquistou o título Alemão com uma equipe que tinha Amoroso, Rosicky, Lehmann e Koller. Naquele ano, Dedê conseguiu tirar a sua cidadania alemã.
Após o final da 2010-11, em que venceu 2 títulos, o atleta se tornaria reserva na equipe, atuando apenas em 1 jogo, já que Schmelzer estava começando a aparecer no futebol alemão. Deixou o clube no final daquela temporada, após 13 anos.
Dedê encerrou sua carreira no Eskisehirspor, onde atuou de 2011 a 2014.

### Seleção Brasileira
Em 1999, Vanderlei Luxemburgo o chamou para integrar o grupo da Seleção Brasileira em dois amistosos contra a Holanda, em Goiânia e Salvador, mas não chegou a atuar em nenhum deles.
No mesmo ano, foi relacionado para duas partidas com a Austrália, pela seleção pré-olímpica. Na primeira, em 14 de novembro, contundiu-se com apenas dez minutos de jogo.
Em 2004, foi convocado por Carlos Alberto Parreira para o amistoso do Brasil com a Hungria em 28 de abril.

## Títulos
Atlético Mineiro
- Copa Centenário de Belo Horizonte: 1997
- Copa Conmebol: 1997

Borussia Dortmund
- Campeonato Alemão: 2001-02, 2010-11
- Supercopa da Alemanha: 2008
- Copa da Alemanha: 2011